# أسامة كوكش
أسامة كوكش كاتب ومؤلف درامي سوري، من مواليد حي القيمرية الدمشقي العريق وشقيق للمخرج المسرحي والتلفزيوني الراحل علاء الدين كوكش والمخرج رشاد كوكش، تخرج من كلية الهندسة الكهربائية بدمشق عمل في مجال تصميم الإضاءة التلفزيونية لأكثر من عشرين عاماً تحول إلى كتابة المسلسلات التلفزيونية منذ العام 2009 حيث عرض أول عمل من تأليفه في العام 2013 في قلب اللهب ثم مسلسل حائرات و كذلك كتب مسلسل فوق الموج و مسلسل غيوم عائلية و بانتظار الياسمين عام 2015. الذي وصل إلى نهائيات مسابقة International Emmy Awards و حصل على الميدالية الذهبية فيها للعام 2016 صدر للكاتب رواية في نهاية عام 2017 تحت عنوان سيتي سنتر (سوق البسطة) تتحدث عن قاع المجتمع السوري وقد منعت الرواية من التداول في سوريا في العام 2018 قام السيناريست السوري بمعالجة نص مسلسل الفرصة الأخيرة المؤلف من ستين حلقة، كذلك وفي نفس العام 2018 قام بـتأليف مسلسل ناس من ورق.  في العام 2020 بدأ تصوير مسلسل حارة القبة من إنتاج شركة عاج و إخراج رشا شربتجي.

## تأليف
حسب التسلسل الزمني
- في قلب اللهب أو الانفجار (2013)[9]
- حائرات (2013)
- فوق الموج (2014)
- غيوم عائلية (2014) [10][11][12]
- بانتظار الياسمين (2015)[5]
- خماسية ومن الحب (2015) [13]
- رواية سيتي سنتر سوق البسطة (2017)[7][14]
- مسلسل الفرصة الأخيرة (2018)[15][16]
- مسلسل ناس من ورق (2018)[17][18]
- مسلسل حارة القبة (2020)

## روابط خارجية
- أسامة كوكش على موقع قاعدة بيانات الأفلام العربية